# すごいバンド名にしたかった。
すごいバンド名にしたかった。（すごバン）は、日本のバンド。
東京都発のネオスクールバンドとしてポップなサウンドから激しいサウンドまで幅広い音楽のジャンルでの活動をしている。

## メンバー
| 名前             | パート                     | プロフィール         | 備考                                                |
| ---------------- | -------------------------- | -------------------- | --------------------------------------------------- |
| りーぺ           | ベース&デスボイスボーカル  | 誕生日:2000年2月23日 | 青色担当 ひめにぃとYouTuber活動をしている。         |
| ガストたけ       | ベース&クリーンボーカル    | 誕生日:1999年12月3日 | 桃色担当                                            |
| ぼあ先輩         | ドラム                     | 誕生日:2000年1月21日 | 赤色担当 元花冷え。のドラム担当、2018年9月に脱退    |
| 略して、コースケ | ギター&ジーザス･バージェス | 誕生日:2000年9月15日 | 黄色担当。 多摩大卒業。ゼミでモデリング制作を行う。 |
| りな             | キーボード                 | 誕生日:1999年9月7日  | 紫色担当                                            |

### 元メンバー
| 名前   | パート     | 誕生日 | 備考 |
| ------ | ---------- | ------ | ---- |
| ウィル | キーボード |        |      |

## 主に出演した賞レース/フェス
- 吉音コンテスト2021
- 元祖ブクロックフェス2024
- TOKYO CALLING (イベント)2024